# Nycticebus
Nycticebus és un gènere de primats pertanyent al subordre dels estrepsirrins. Viuen al sud i el sud-est d'Àsia, des de Bangladesh i el nord-est de l'Índia a l'oest fins a les Filipines a l'est, i des de la província xinesa de Yunnan al nord fins a l'illa de Java al sud. Diverses classificacions anteriors reconeixien menys espècies, però a 2015 se'n consideraven vàlides nou: N. bancanus, N. bengalensis, N. borneanus, N. coucang, N. javanicus, N. kayan, ?N. linglom, (extinta), N. menagensis i N. pygmaeus. Els seus parents més propers són els altres lorisiformes, és a dir, els loris esvelts, els potos, els falsos potos, els anguatibs i els gàlags. Tenen una relació més llunyana amb els lèmurs. La seva història evolutiva és incerta, car el registre fòssil és escàs i els estudis basats en el rellotge molecular han donat resultats divergents.
Tenen el cap arrodonit, el musell petit, ulls grans i patrons de coloració del pelatge diferents a cada espècie. El seu tronc és llarg i les extremitats anteriors i posteriors tenen gairebé la mateixa longitud, cosa que els permet girar-se i arribar a branques properes. Les mans i els peus tenen adaptacions per a pinçar objectes i mantenir-se agafats a les branques durant molt de temps. La seva mossegada és verinosa, característica molt inusual en els mamífers que només es dona en altres lorísids. El verí és una toxina produïda per una glàndula del braç. Quan el primat llepa la glàndula, la secreció es barreja amb la saliva i s'activa. Mosseguen per a dissuadir possibles depredadors i fins i tot apliquen verí al pelatge de les cries per tal de protegir-les. Es desplacen a poc a poc i silenciosament, aturant-se i romanent immòbils quan se senten amenaçats.
A part dels humans, els seus únics depredadors documentats són les serps, les àguiles astor de l'Índia i els orangutans de Sumatra, tot i que se sospita que també ho són els gats, les civetes i els ossos malais. La seva estructura social encara és desconeguda, tot i que se sap que es comuniquen mitjançant marques olfactives. Els mascles són molt territorials. La gestació és prolongada i el seu desenvolupament gradual, de manera que les cries depenen de la cura dels seus pares. Són omnívors i mengen animals petits, fruita i goma, entre altres aliments.
Cinc de les espècies del gènere apareixen com a vulnerables o en perill d'extinció a la Llista Vermella de la UICN. La caça per a la seva utilització en medicina tradicional i per a la seva venda com a animals de companyia exòtics és la principal amenaça per a la seva supervivència, tot i que també els afecta la destrucció i la fragmentació del seu hàbitat. S'han pres diverses mesures per a preservar-los, com ara prohibir-ne la venda i protegir-los del comerç internacional mitjançant la seva inclusió a l'Apèndix I de la CITES. Tanmateix, encara són venuts obertament a mercats del sud d'Àsia i transportats com a contraban a altres països.

## Història evolutiva
|  | Arctocebus   |
|  |              |
|  | Perodicticus |
|  |              |

|  | Nycticebus |
|  |            |
|  | Loris      |
|  |            |

|  | Arctocebus   |
|  |              |
|  | Perodicticus |
|  |              |

|  | Nycticebus |
|  |            |
|  | Loris      |
|  |            |

|  | Arctocebus   |
|  |              |
|  | Perodicticus |
|  |              |

|  | Nycticebus |
|  |            |
|  | Loris      |
|  |            |

|  | Arctocebus   |
|  |              |
|  | Perodicticus |
|  |              |

|  | Nycticebus |
|  |            |
|  | Loris      |
|  |            |

|  | Arctocebus   |
|  |              |
|  | Perodicticus |
|  |              |

|  | Nycticebus |
|  |            |
|  | Loris      |
|  |            |

|  | Arctocebus   |
|  |              |
|  | Perodicticus |
|  |              |

|  | Nycticebus |
|  |            |
|  | Loris      |
|  |            |

|  | Arctocebus   |
|  |              |
|  | Perodicticus |
|  |              |

|  | Nycticebus |
|  |            |
|  | Loris      |
|  |            |

|  | Arctocebus   |
|  |              |
|  | Perodicticus |
|  |              |

|  | Nycticebus |
|  |            |
|  | Loris      |
|  |            |

|  | Arctocebus   |
|  |              |
|  | Perodicticus |
|  |              |

|  | Nycticebus |
|  |            |
|  | Loris      |
|  |            |

|  | Arctocebus   |
|  |              |
|  | Perodicticus |
|  |              |

|  | Nycticebus |
|  |            |
|  | Loris      |
|  |            |

|  | Arctocebus   |
|  |              |
|  | Perodicticus |
|  |              |

|  | Nycticebus |
|  |            |
|  | Loris      |
|  |            |

|  | Arctocebus   |
|  |              |
|  | Perodicticus |
|  |              |

|  | Nycticebus |
|  |            |
|  | Loris      |
|  |            |

|  | Arctocebus   |
|  |              |
|  | Perodicticus |
|  |              |

|  | Nycticebus |
|  |            |
|  | Loris      |
|  |            |

|  | Arctocebus   |
|  |              |
|  | Perodicticus |
|  |              |

|  | Nycticebus |
|  |            |
|  | Loris      |
|  |            |

|  | Arctocebus   |
|  |              |
|  | Perodicticus |
|  |              |

|  | Nycticebus |
|  |            |
|  | Loris      |
|  |            |

|  | Arctocebus   |
|  |              |
|  | Perodicticus |
|  |              |

|  | Nycticebus |
|  |            |
|  | Loris      |
|  |            |

Els parents més propers dels loris lents (Nycticebus) són els altres lorísids, com són els loris esvelts i els potos. També estan estretament relacionats amb la resta de lorisiformes (els diversos tipus de gàlags), així com els lèmurs de Madagascar. Generalment són considerats més estretament relacionats amb les loris esvelts del sud d'Àsia, seguits dels potos d'Àfrica Central i occidental, encara que alguns investigadors aposten per una relació més estreta entre loris lents i els similarment robustos potos per una banda, i els més gràcils anguatibs i loris esvelts per l'altra banda. Es creu que els lorisiformes evolucionaren a l'Àfrica, on viuen la majoria d'espècies actuals, i que posteriorment, un grup devia emigrar cap a Àsia i evolucionar cap als loris lents i esvelts d'avui en dia.
La seva història evolutiva és incerta, donat que el seu registre fòssil és irregular i els estudis del rellotge molecular han donat resultats inconsistents. Els loris apareixen per primer cop en el registre fòssil asiàtic cap al Miocè, amb restes de fa 18 milions d'anys trobades a Tailàndia
i de fa 16 milions d'anys trobats al Pakistan. El registre tailandès es basa en una única dent que recorda als loris lents vivents i que es tracta d'una temptativa de classificar-lo com una espècie del gènere Nycticebus. L'espècie fou anomenada ?Nycticebus linglom, fent servir la nomenclatura oberta (precedint el nom de "?") per indicar la naturalesa temptativa de la classificació. Als jaciments de Siwalik, al Pakistan, s'han trobat diversos loris datats entre fa 16 i 8 milions, inclosos Nycticeboides i Microloris. La major part són petits, encara que una forma sense nom, que data entre fa 15 i 16 milions d'anys, és comparable en mida al loris lents vivents més grans. Les anàlisis del rellotge molecular suggereixen que els loris lents podrien haver iniciat la seva especiació fa uns 10 milions d'anys.
Es creu que van arribar a les Illes de la Sonda, quan la plataforma de Sonda estava exposada per un nivell del mar baix, creant un pont terrestre entre el continent i les illes costaneres del Sud-est asiàtic.

### Descobriment i taxonomia
"… it had the face of a bear, the hands of a monkey, [and] moved like a sloth …"
(en català, "…tenia el rostre d'un os, les mans d'un mico, i es movia com un peresós…")
La primera citació coneguda d'un loris lent en la bibliografia científica és del 1770, quan l'holandès Arnout Vosmaer (1720–1799) va descriure un espècimen de N. bengalensis que havia rebut dos anys abans. Posteriorment, el naturalista francès Georges-Louis Leclerc va qüestionar la decisió de Vosmaer d'afiliar l'animal amb els peresosos, argüint que estava més estretament alineat amb els loris de Ceilan (actual Sri Lanka) i Bengala. La paraula "loris" fou utilitzada per primer cop el 1765 per Buffon com un equivalent pròxim al nom neerlandès, loeris. Aquesta etimologia fou defensada posteriorment pel metge William Baird a la dècada de 1820, assenyalant que la paraula neerlandesa loeris volia dir "pallasso".
El 1785, el metge i naturalista neerlandès Pieter Boddaert fou el primer a descriure una espècie de loris lent, amb el nom Tardigradus coucang. Aquesta espècie es va basar en el "macaco sense cua" descrit per Thomas Pennant el 1781, el qual es creu que s'havia basat en el loris de Java, i en la descripció de Vosmaer del loris de Bengala.
En conseqüència, hi ha hagut un cert desacord en la identitat del Tardigradus coucang, que actualment és el nom del loris de java. La següent espècie de loris lent descrita fou el Lori bengalensis (actualment Nycticebus bengalensis), anomenat per Bernard Germain de Lacépède el 1800. El 1812, Étienne Geoffroy Saint-Hilaire va anomenar al gènere Nycticebus, a causa del seu comportament nocturn. El nom prové de les paraules del grec antic νύξ nyx (en genitiu νυκτός, nuktos), que vol dir "nit", i κῆβος kêbos, que vol dir "mico". Geoffroy també donà nom en el seu treball al Nycticebus javanicus. Autors posteriors de finals del segle xix també van anomenar Nycticebus als loris lents, encara que la majoria utilitzava el nom específic tardigradus (donat per Linné el 1758 en la desena edició del Systema Naturae) per referir-se als loris lents, fins que els mastozoòlegs Witmer Stone i James A. G. Rehn van aclarir el 1902 que el nom donat per Linné es referia en realitat a un loris esvelt.
Als voltants de 1900 es donà nom a altres espècies, com Nycticebus menagensis (originalment Lemur menagensis), anomenada per Richard Lydekker el 1893, i Nycticebus pygmaeus, anomenada per John James Lewis Bonhote el 1907. No obstant això, el 1939 Reginald Innes Pocock va consolidar tots els loris lents en una única espècie, N. coucang, i en el seu influent llibre de 1952 Primates: Comparative Anatomy and Taxonomy, el primatòleg William Charles Osman Hill també va seguir aquest corrent. El 1971 Colin Groves va identificar el loris pigmeu (N. pygmaeus) com una espècie separada,
i dividí l'espècie N. coucang en 4 subespècies, encara que el 2001 Groves va dir que hi havia 3 espècies (N. coucang, N. pygmaeus i N. bengalensis), i que l'espècie N. coucang tenia 3 subespècies (N. c. coucang, N. c. menagensis i N. c. javanicus). El 2006, el loris de Borneo fou elevar al nivel d'espècie (com Nycticebus menagensis) basant-se en les anàlisis moleculars de les seqüències d'ADN de la regió D-loop i del citocrom b. El 2008, Groves i Ibnu Maryanto van confirmar la promoció del loris de Java al nivell d'espècie, un moviment que s'havia suggerit en estudis previs des de l'any 2000. Van basar la seva decisió en una anàlisi de la morfologia cranial i les característiques del pelatge. La diferenciació de les espècies es va basar en gran manera en les diferències morfològiques, com ara la mida, el color del pèl, i les marques del cap.
Per ajudar a aclarir les fronteres entre espècies i subespècies, i per determinar si les classificacions basades en la morfologia eren consistents amb les relacions evolutives, Chen i els seus companys van investigar les relacions filogenètiques dins del gènere Nycticebus, utilitzant seqüències d'ADN derivades dels marcadors D-loop de l'ADN mitocondrial i el citocrom b. Les anàlisis moleculars prèvies feien servir cariotips,enzims de restricció,
i seqüències d'ADN, i s'havien centrat en la comprensió de les relacions entre unes poques espècies, no la filogènia de tot el gènere.
L'anàlisi publicada el 2006 per Chen i col·legues no fou concloent, encara que una prova suggereix que N. coucang i N. bengalensis comparteixen aparentment una relació evolutiva més estreta entre ells que amb els membres de la seva pròpia espècie, possiblement a causa de la introgressió donat que els individus examinats d'aquests dos taxons, eren originaris de la mateixa regió del sud de Tailàndia. La hipòtesi fou corroborada el 2007 per un estudi que comparava les variacions de les seqüències d'ADN mitocondrial entre N. bengalensis i N. coucang, i suggeria que s'havia produït un flux genètic entre les dues espècies.

### Espècies
Tot i que moltes classificacions prèvies han reconegut més espècies, actualment se'n consideren sis com a vàlides.
- Loris de Bengala (Nycticebus bengalensis)
- Loris de Borneo (Nycticebus menagensis)
- Loris de Java (Nycticebus javanicus)
- Loris lent (Nycticebus coucang)
- Loris pigmeu (Nycticebus pygmaeus)
- Nycticebus kayan

## Descripció

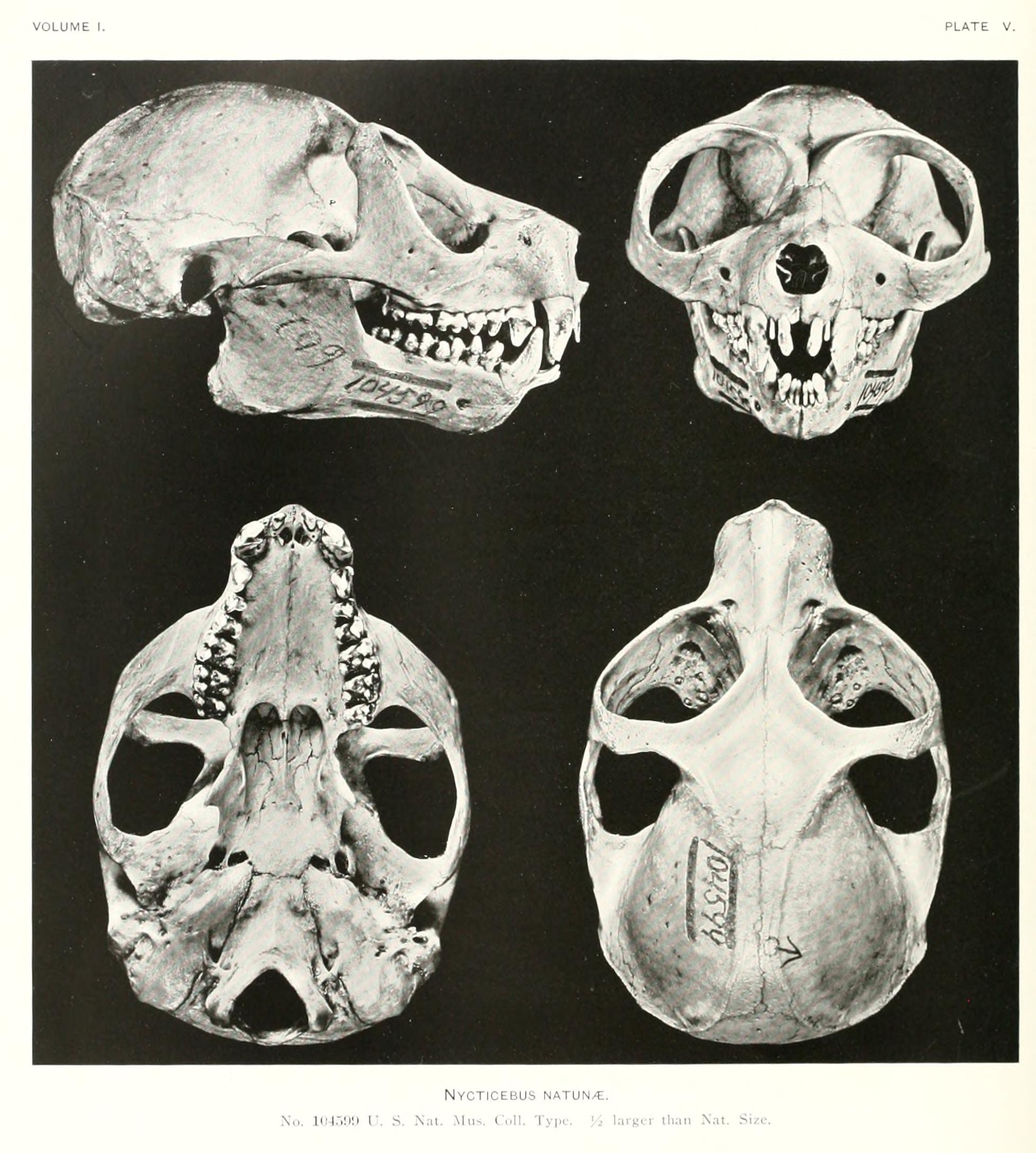
Cari de loris lent

Els loris lents tenen un cap arrodonit, donat que el seu crani és més curt que el d'altres prosimis ("pre-micos"). Com altres lorísids, el seu musell no s'afila cap a la part davantera de la cara com ho fa en els lèmurs, fent que la cara sembli menys llarga i punxeguda. Comparat amb els loris esvelts, el musell és encara menys punxegut. Com altres membres de la seva família, la seva distància interorbitària és més curta que la dels lèmurs. El crani té una cresta sagital prominent (cresta d'os). Una característica distintiva del crani dels loris lents és que l'os occipital és aplanat i s'encara cap enrere. El forat magne (orifici pel qual entra la medul·la espinal) s'encara directament cap enrere.
 El cervell dels loris lents té més plecs (circumvolucions) que el cervell dels gàlags.

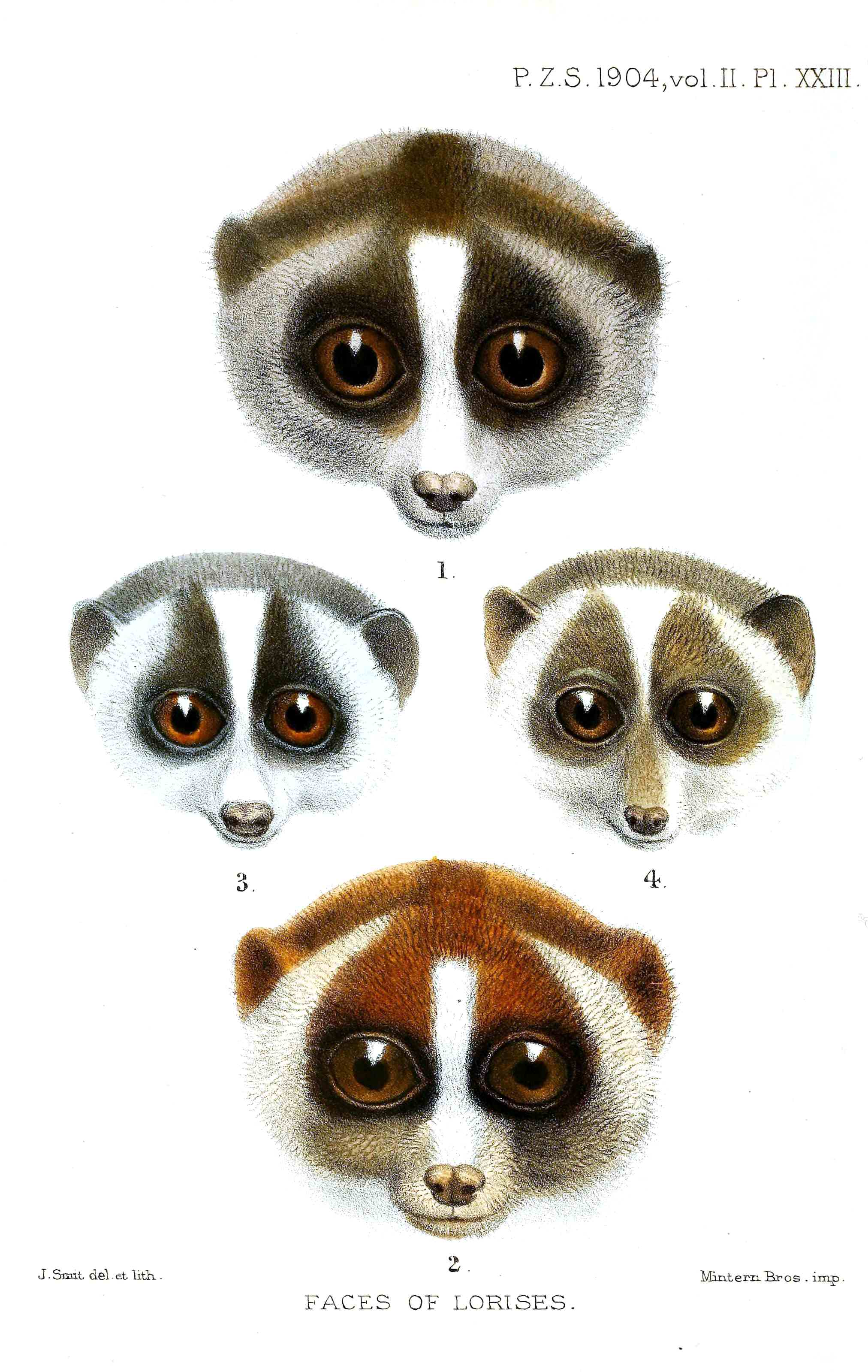
Els patrons de coloració al voltant dels ulls difereixen entre els loris esvelts (els dos del centre) i els loris lents (a dalt i a baix).

Les orelles són petites, estan escassament cobertes de pèl i gairebé amagades entre el pelatge. Semblant al dels loris esvelts, el pelatge al volant i just sobre els ulls és fosc. Encara que a diferència dels loris esvelts, la ratlla blanca que separa els anells dels ulls s'eixampla tant a la punta del nas com al front, al mateix temps que es decolora al front. Com altres primats estrepsirrins, el nas i els llavis estan coberts d'una pell humida anomenada rhinarium ("nas humit"), que és un òrgan sensitiu.
Els ulls dels loris lents miren cap endavant, el qual els dona visió estèreo, i són grans i tenen una capa reflectant, anomenada tapetum lucidum, que els millora la visió en condicions de baixa lluminositat. És possible que aquesta capa difumini les imatges que veuen, donat que la llum reflectida pot interferir amb la llum entrant. La seva visió és monocromàtica, cosa que vol dir que veuen tons d'un sol color. No tenen el gen de l'opsina que els permetria detectar la llum d'ona curta, la qual inclou els colors blau i verd.
La dentadura dels loris lents és {\displaystyle {\tfrac {2.1.3.3}{2.1.3.3}}\times 2=36}, el que vol dir que a cada costat de la boca, tant a la mandíbula superior com a la mandíbula inferior, hi ha dos incisius, una dent canina, tres premolars i tres molars, fent un total de 36 dents permanents. Com tots els altres estrepsirrins, els seus incisius i canins formen una pinta dental, que fan servir per a la neteja personal i social i per alimentar-se. Tenen uns canins relativament llargs, els seus incisius inferiors interiors (els dos del mig) són més llargs que els exteriors, i tenen un diastema (forat) entre els canins i el primer premolar. El premolar superior és allargat, i l'últim molar té 3 punxes a la corona, la més curta de les quals és a prop del darrer. L'os del paladar només arriba fins al segon molar.
Els loris lents tenen un pes que varia des dels 265 grams del loris pigmeu fins als 2,1 quilograms del loris de Bengala. Els loris lents tenen cossos robusts,
 i les seves cues són molt curtes i estan ocultes sota el pelatge dens. La longitud combinada del cap i del cos varia segons l'espècie, encara que tenint-les totes en compte, va des dels 18 als 38 centímetres. El tronc és més llarg que el d'altres prosimis, ja que tenen 15 o 16 vèrtebres dorsals, a diferència d'altres prosimis que en tenen entre 12 i 14. Això els proporciona una major mobilitat alhora de girar-se i estirar-se cap a les branques properes. Les altres vèrtebres inclouen 7 vèrtebres cervicals, 6 o 7 vèrtebres lumbars, 6 o 7 vèrtebres sacres, i entre 7 i 11 vèrtebres caudals.

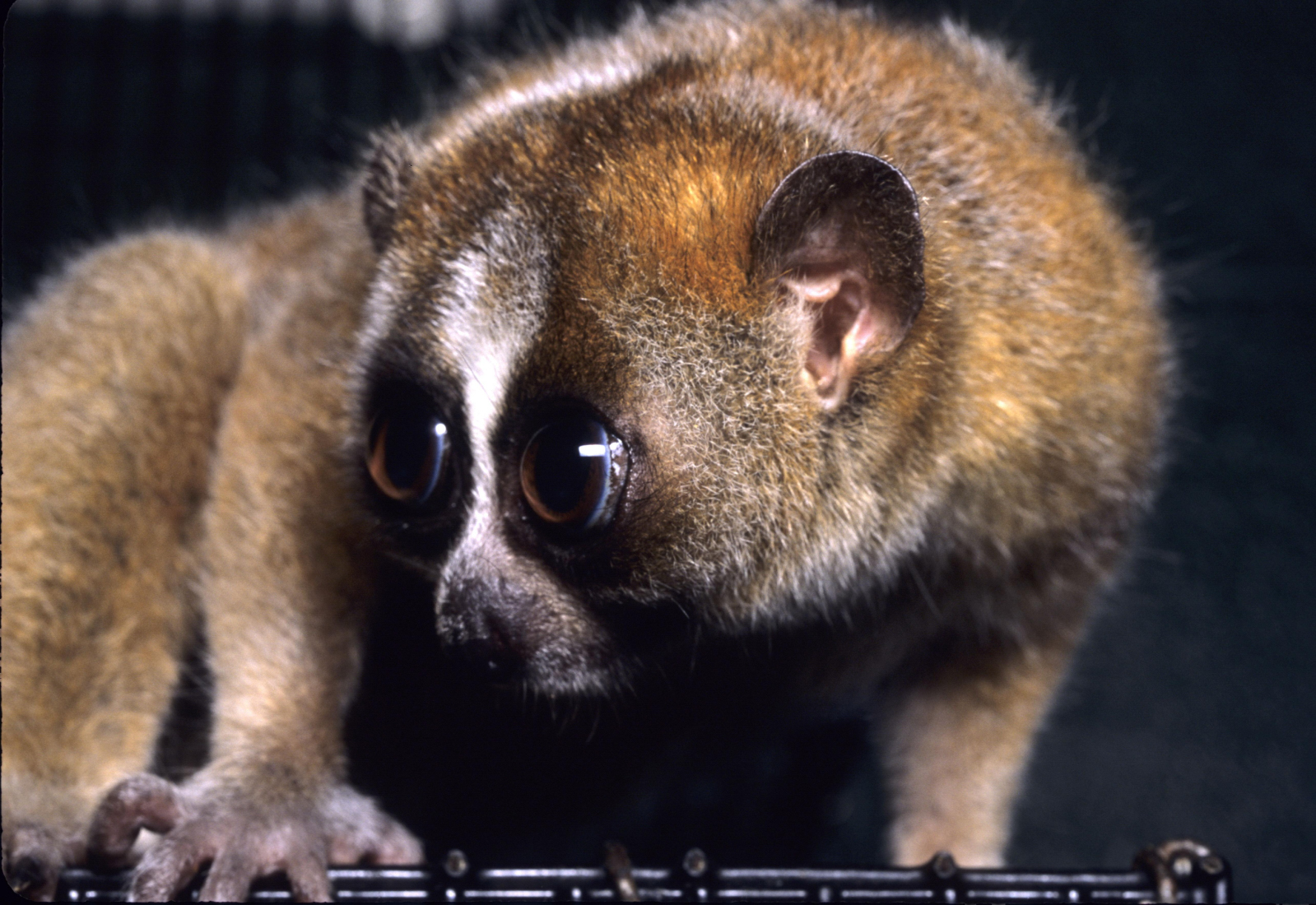
Els ulls dels loris lents són grans i tenen una capa reflectant, anomenada tapetum lucidum, que els ajuda a veure millor de nit.

Al contrari que els gàlags, que tenen els braços més curts que les cames, els loris lents tenen els braços i les cames gairebé de la mateixa longitud. El seu índex intermembral (el ratio de la longitud del braç amb relació a la longitud de la cama) promitja 89, el que indica que els braços són lleugerament més curts que les cames. Com en els loris esvelts, els seus braços són lleugerament més llargs que el seu cos, encara que les extremitats dels loris lents són més robustes.
Els loris lents tenen una poderosa subjecció tant amb les mans com amb els peus, a causa de diverses especialitzacions. Pot agafar-se bé a les branques amb molt poc esforç, a causa de la dispoció especial dels musculs de les mans i els peus, on el polze s'allunya a gairebé 180° de la resta dels dits, mentre que l'hàl·lux (dit gros del peu) pot oscil·lar entre ser perpendicular i apuntar lleugerament cap enrere. Els dits del peu tenen un múscul flexor que neix a l'extrem inferior del fèmur, el qual li permet transmetre una forta capacitat de subjecció a les cames. El segon dit de la mà és curt en comparació amb els altres dits, mentre que en el peu, el quart dit és el més llarg. El fort polze ajuda a actuar com una pinça quan el tercer, quart i cinquè dit subjecten el costat oposat de la branca d'un arbre. Això li dona a les seves mans i peus un aspecte de pinça. Pot subjectar-se fort durant hores, gràcies a la presència d'un rete mirabile (xarxa de capil·lars), un tret que comparteixen tot els loris. Tant els loris esvelts com els loris lentes tenen uns peus relativament curts. Com gairebé tots els prisimis, tenen una urpa en el segon dit de cada peu.
Els loris lents tenen una ràtio del metabolisme basal particularment baix, d'un 40% del valor típic dels mamífers placentaris de la seva mida, comparable a la dels peresosos. Donat que tenen una dieta relativament rica en calòries, que està disponible tot l'any, s'ha teoritzat que aquest metabolisme lent es deu principalment a la necessitat d'eliminar els compostos tòxics dels seus aliments. Per exemple, els loris lents es poden alimentar de l'escorça d'algunes anacardiàcies, les quals poden ser mortals pels humans.

## Distribució
Els loris lents viuen al sud i Sud-est asiàtic. La seva àrea de distribució geogràfica global va des del nord-est de l'Índia, a l'oest, fins a les Filipines, a l'est, i des de la província xinesa de Yunnan, al nord, fins a l'illa de Java (incloses Borneo, Sumatra i moltes petites illes properes), al sud. Es troben a l'Índia (Assam i altres estats del nord-est), la Xina (a la província de Yunnan), Laos, Vietnam, Cambodja, Bangladesh, Burma, Tailàndia, Malàisia, les Filipines, Indonèsia, Brunei, i Singapur.
Actualment hi ha 5 espècies reconegudes. El loris pigmeu (N. pygmaeus) viu a l'est del riu Mekong, a Yunnan, Laos, Vietnam i Cambodja. El loris de Borneo (N. menagensis) es troba a Borneo i les illes properes, inclos l'arxipèlag de Sulu. El loris de Java (N. javanicus) es troba només a illa indonèsia de Java. El loris lent (N. coucang) viu a Sumatra i la península de Malaca, inclos Singapur i el sud de Tailàndia (l'istme de Kra). El loris de Bengala (N. bengalensis) té la distribució més extensa de totes les espècies de loris lents i se'l troba a Bangladesh, Cambodja, el sud de la Xina, el nord-est de l'Índia, Laos, Burma, Tailàndia i el Vietnam.
Els loris lents viuen a la majoria de regions tropicals i subtropicals i es troben en boscos primaris i secundaris, així com boscos de bambú i els boscos de manglars. Prefereixen els boscos amb dossers alts i densos, encara que també s'han trobat algunes espècies en hàbitats pertorbats, com ara plantacions de cacau i horts familiars de cultius mixtos.
Degut en gran part al seu comportament nocturn i les consegüents dificultats en quantificar amb precisió la seva abundància, les dades sobre la grandària de la població o els patrons de distribució de loris lents són limitades. En general, les taxes de trobades són baixes. Una anàlisi combinada de diversos estudis de camp fets al sud i al sud-est asiàtic, va determinar unes taxes de trobades que anaven des de 0,74 loris per quilòmetre, en el cas del loris lent, fins a un mínim de 0,05 loris per quilòmetre, en el cas del loris pigmeu.

## Comportament

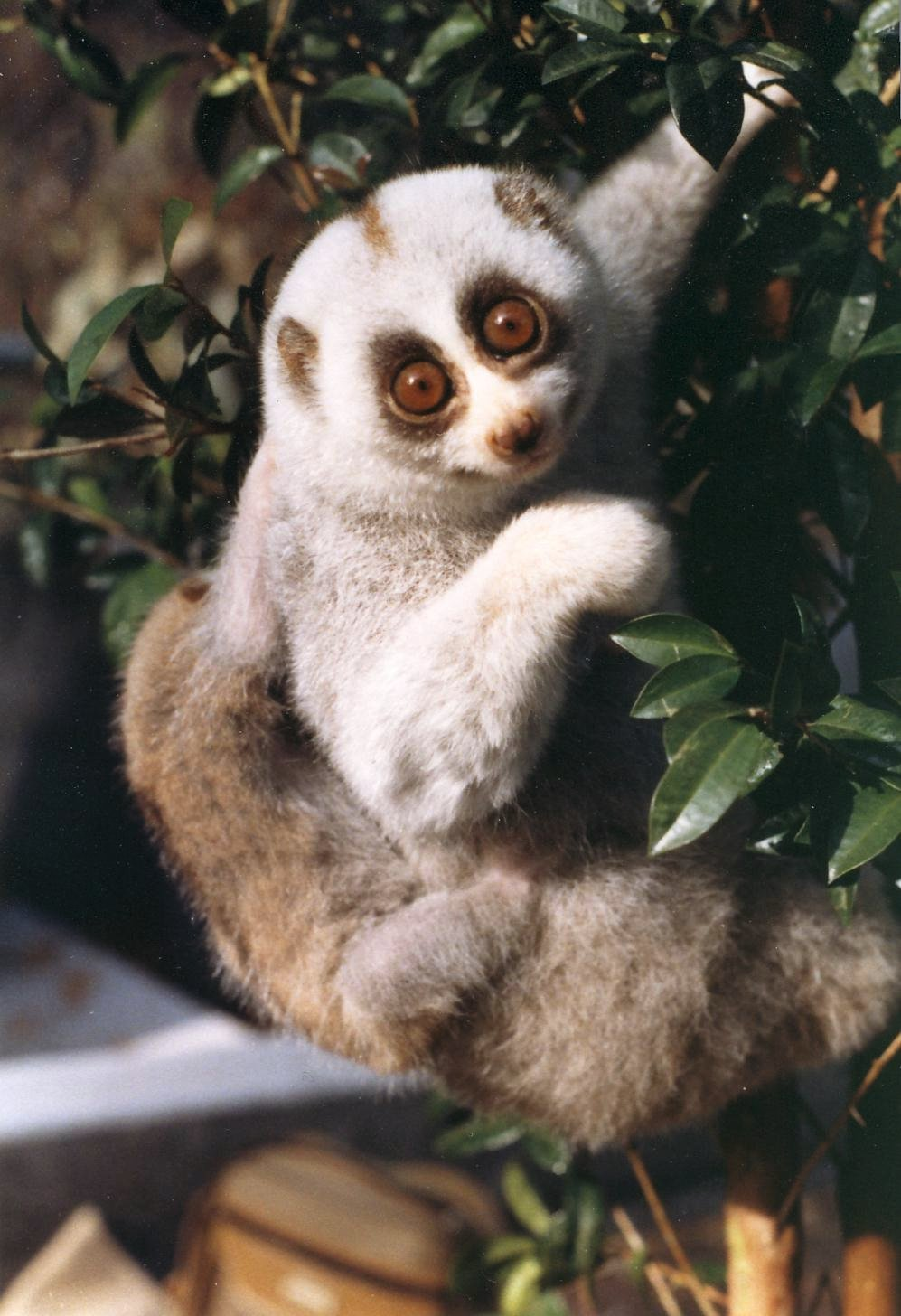
Les cries són deixades a una branca o portades per un dels pares, mentre aquest s'alimenten

Tot i que l'estructura social és desconeguda, se sap que generalment passen la major part de la nit cercant aliment en solitari. Durant el dia dormen generalment sols, encara que ocasionalment ho fan acompanyats d'altres individus. Els territoris dels adults poden encavalcar-se significativament, sent més extensos els dels mascles que els de les femelles. En absència d'estudis directes del gènere, el primatòleg Simon Bearder va especular que el comportament social dels loris lents és similiar als dels potos, uns altres primats nocturns de moviments lents. Aquest sistema social es caracteritza per la manca d'un matriarcat i per factors que permeten als loris lents no cridar l'atenció (ser discrets) i minimitzar la despesa energètica. Els intercanvis vocals i els crits d'alarma són limitats, sent el marcatge amb orina la forma dominant de comunicació. Les vocalitzacions inclouen crits amistosos i crits més forts semblants al cucleig d'un corb. Per contactar amb altres individus, emeten un sol to agut que va en augment. Les femelles emeten un xiulet fort quan estan en zel. Els mascles adults són molt territorials i agressius vers altres mascles. A més, quan se'ls molesta, poden emetre un xiulet brunzit baix o un grunyit.
Els loris lents són grimpadors lents i pausats, que sovint s'agafen a les branques amb 3 de les 4 extremitats. Per moure's entre els arbres, s'agafen amb compte dels extrems de les branques de l'arbre veí i s'estiren cap a elles a través del buit. També s'agafen de les branques només amb les potes posteriors, aixecant-se en posició vertical, i llençant-se ràpidament cap endavant amb les mans per atrapar les seves preses. A causa dels seus moviments lents, tots els loris, inclosos els loris lents, tenen un mecanisme especialment adaptat per defensar-se contra els depredadors. El seu moviment lent i pausat no altera la vegetació i és gairebé completament silenciós. Un cop alterada, es congelen immediatament i es queden immòbils. A Indonèsia, els loris lents són anomenats malu malu (en català, "els tímids"), donat que es cobreixen la cara i es queden immòbils quan són vistos. Si són arraconats, poden adoptar una postura defensiva doblegant-se i carregant contra els depredadors. El nom axinès buah angin (en catala, "mico del vent"), es refereix a la seva habilitat d'"escapar fugaçment però en silenci". Alguns depredadors documentats són les serps, l'àguila astor de l'Índia (Nisaetus cirrhatus) i l'orangutan de Sumatra (Pongo abelii). Altres potencials depredadors són els gats, l'ós malai (Ursus malayanus), el binturong (Arctictis binturong) i les civetes.
Els loris lents produeixen una secreció a les seves glàndules braquials (una glàndula del braç), que quan es barreja amb la saliva, crea una toxina volàtil i nociva, que s'emmagatzema a la boca. En les proves, tres dels seus depredadors, el binturong, la pantera nebulosa (Neofelis nebulosa), i l'os malai es van retirar i van mostrar signes de disgust quan se'ls apropava un tros de cotó untat amb una barreja de la secreció tòxica i la saliva, mentre que la secreció tòxica sola, sense barrejar-la amb la saliva, generava un lleu interès. Abans d'amagar les seves cries en un lloc segur, les femelles de loris lents es llepen les seves glàndules braquials, i després netegen a les seves cries amb la seva pinta dental, dipositant la toxina en el pelatge de les cries. Quan se senten amenaçats, també poden llepar les seves glàndules braquials i mossegar als seus agressors, deixant la toxina a les ferides. Els loris lents poden ser reticents a alliberar la seva mossegada, el qual és probable que maximitzi la transferència de toxines. Els comerciants d'animals del sud-est asiàtic tenen tancs d'aigua a prop, de manera que en cas d'una mossegada, puguin submergir tant el braç com el loris lent perquè l'animal el deixi anar. La toxina és similar a la dels al·lèrgens de la caspa dels gats. Les mossegades de loris lent causen una inflor dolorosa, però la toxina és lleu i no causa la mort. L'únic cas de mort humana registrat a la bibliografia científica es creu que es va deure a un xoc anafilàctic. Encara que aquest tret no és massa habitual entre els mamífers, els loris lents, poden no ser els únics primats amb aquest tipus de defensa, ja que els estretament relacionats potos i loris esvelts podrien compartir-la.

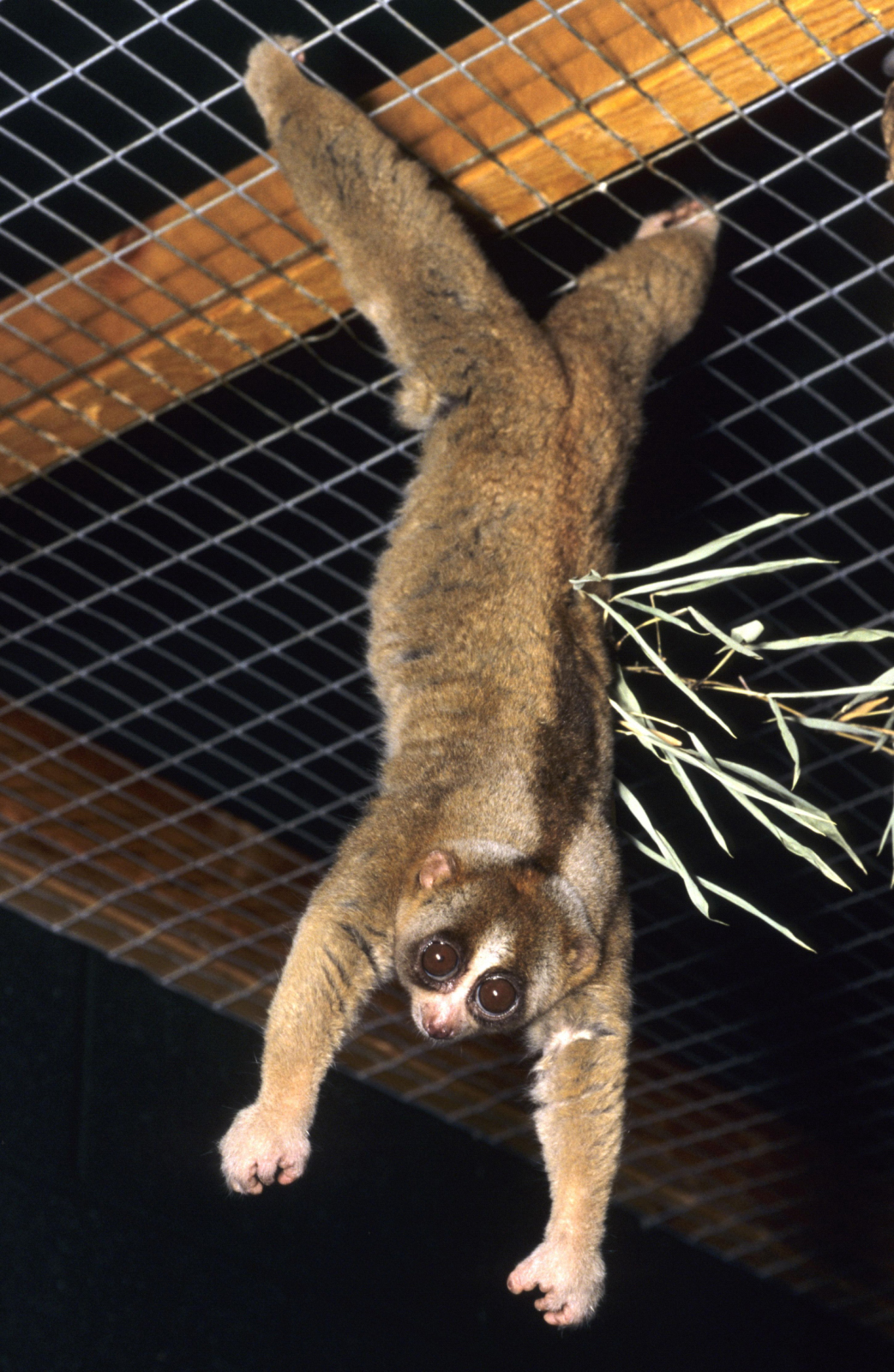
Els loris lents tenen un xarxa especial de capil·lars a les mans i els peus, que els permeten aferrar-se a les branques durant hores, sense cap pèrdua sensitiva.

Els estudis suggereixen que aquestes espècies són poliginàndries. Quan els pares s'alimenten, les cries poder ser deixades en llocs segurs o bé són portades per un dels pares. A causa del seu llarg període de gestació (uns 6 mesos), a les ventrades petites, al baix pes dels nounats, al llarg període de deslletament (de 3 a 6 mesos), i als llargs espais entre naixements, les poblacions de loris lent tenen un dels índexs de creixement més baixos entre els mamífers de la seva mida. Els loris pigmeus és probable que donin a llum bessons amb una probabilitat d'entre un 50% i un 100%, en funció de l'estudi. En canvi, aquest fenomen és rar (un 3% dels casos) en els loris de Bengala. Un estudi de set anys de cries en captivitat de loris pigmeu mostrà una distribució esbiaixada de sexe, amb 1,68 mascles nascuts per cada femella.
La reproducció pot ser contínua durant tot l'any. La còpula sovint té lloc mentre estan suspesos de mans i peus a branques horitzontals. En loris lents captius, l'aparellament té lloc principalment entre el juny i mitjans de setembre, amb cicles estrals d'una durada que varia entre 29 i 45 dies, i un zel d'entre 1 i 5 dies. El període de gestació té una durada d'entre 185 i 197 dies, i les cries neixen amb un pes entre 30 i 60 grams. Les femelles assoleixen la maduresa sexual entre el 18è i 24è mes, mentre que els mascles es poden reproduir als 17 mesos. No obstant això, els mascles esdevenen hostils vers les seves cries mascles després del 12è o 14è mes i les expulsen. En captivitat poden viure 20 o més anys.

### Dieta
Els loris són omnívors, i s'alimenten d'insectes, artròpodes, petits ocells i rèptils, ous, fruits, goma, nèctar i altra vegetació. Un estudi de l'any 1984 del loris lent indicava que la seva dieta estava formada per un 71% fruits i sabes, i un 29% d'insectes i altres animals. Un estudi més detallat d'una altra població de loris lent, fet entre 2002 i 2003, mostrava diferents proporcions alimentàries, que estaven formades per un 43,3% de saba, un 31,7% de nèctar, un 22,5% de fruits, i només un 2,5% d'artròpodes i altres animals. L'aliment més comú fou el nèctar de les flors de Eugeissona tristis (una espècie de palmera). El loris lent s'alimenta d'insectes que altres depredadors eviten a causa del seu gust i olor repugnants. En captivitat mengen una àmplia varietat d'aliments com plàtans i altres fruits, arròs, menjar per gossos, carn de cavall crua, insectes, sargantanes, pollastres recent morts, ratolins, hàmsters joves, i una fórmula làctia que és una barreja de menjar instantani per nadons, ou i mel. La dieta del loris lent pot ser suplementada amb oli de fetge de bacallà i farina d'ossos.
Els resultats preliminars d'estudis fets del loris pigmeu indiquen que la seva dieta està formada principalment de saba i nèctar (especialment del nèctar de les flors de Saraca dives), i que les preses animals representen entre el 30 i 40% de la seva dieta. No obstant això, una anàlisi del 2002 dels fems del loris pigmeu indicava que contenia un 98% de restes d'insectes i només un 2% de restes vegetals. El loris pigmeu sovint torna als mateixos llocs per alimentar-se de saba i deixar estries visibles en els troncs, en induir el flux d'exsudats.
 S'han reportat loris lents deixant estries que feien entre 1 i 12 metres. El procés d'obtenció de la saba, el qual es produeix colpejant repetidament amb la seva pinta dental fins a l'escorça dura, pot ser prou sorollós per a ser audible fins a 10 metres de distància. Les marques que queden després poden ser utilitzades pels treballadors de camp per avaluar la presència de loris en una àrea. Els loris pigmeus captius també fan marques característiques a les branques. No se sap com fan la partició dels nínxols d'alimentació, els loris pigmeus i de Bengala, els quals comparteixen territori. Les sabes vegetals, que obtenen generalment d'espècies de la família Fabaceae (lleguminoses), són altes en hidrats de carboni i lípids, i poden servir com a font d'aliment durant tot l'any, o com a reserva d'emergència quan altres aliments preferits són escassos.

Diverses adaptacions anatòmiques presents en els loris lents poden millorar la seva capacitat d'alimentar-se dels exsudats: una llengua llarga i estreta perquè sigui més fàcil arribar a la goma oculta en esquerdes i escletxes, un cec llarg per ajudar a digerir els polisacàrids, i un duodè curt per ajudar a passar ràpidament als exsudats potencialment tòxics. Els loris lents poden utilitzar les dues mans per alimentar-se mentre pengen cap per avall d'una branca. De nit, passen al voltant d'un 20% del temps alimentant-se.

## A la cultura
Les creences sobre els loris lents i el seu ús en les pràctiques tradicionals estan ben arrelades i es remunten a fa almenys 300 anys, si no més, i estan basades en les tradicions orals. A finals del segle xix i principis del segle xx, s'informà que la gent de l'interior de Borneo creia que els loris lents eren els guardians del cel i que cada persona tenia un loris lent propi que els esperava a l'altra vida. Més sovint, però, els loris lents s'utilitzen en la medicina tradicional o per allunyar el mal. El següent passatge d'un dels primers llibres de text sobre primats, és un indicatiu de les supersticions associades als loris lents:
Els indígenes dels països on habita li atribueixen molts estranys poders a aquest animal. Amb prou feines hi ha un esdeveniment en la vida d'un home, dona o nen, o fins i tot dels animals domèstics, que no pugui ser influenciat pel loris lent, viu o mort, o per qualsevol part d'ell, per millorar o empitjorar, i pel que sembla generalment no es pot dir en tot moment, què no s'està sota un poder sobrenatural. Així, un malai pot cometre un crim sense premeditació, i després trobar que un enemic havia enterrat una part particular d'un loris sota el seu llindar, el qual, sense ell saber-ho, el va obligar a actuar per al seu propi desavantatge. … la vida (d'un loris lent) no és una vida feliç, ja que està veient contínuament fantasmes, és per això que oculta el seu rostre entre les mans.
A la província de Mondulkiri, a Cambodja, els caçadors creuen que els loris poder guarir els seus ossos trencats, immediatament després de caure d'una branca, per poder tornar a pujar a l'arbre. També creuen que tenen poders medicinals, perquè és necessari més d'un cop amb un pal per matar-los. A la província de Sumatra Septentrional, es creu que el loris lenta dona bona sort si és enterrat sota una casa o una carretera. A la mateixa província, les seves parts es feien servir per llençar malediccions als enemics. A Java, es creia que posar un tros del seu crani en una gerra d'aigua, faria que un marit fos més dòcil i submis, igual que un loris lent durant el dia. Més recentment, els investigadors han documentat la creença que el consum de carn loris era un afrodisíac que millorava el "poder masculí". A les províncies de Pursat i Koh Kong, a Cambodja, els ancians han fet servir històricament la vesícula biliar dels loris de Bengala, per fer tinta per a tatuatges.

## Estat de conservació

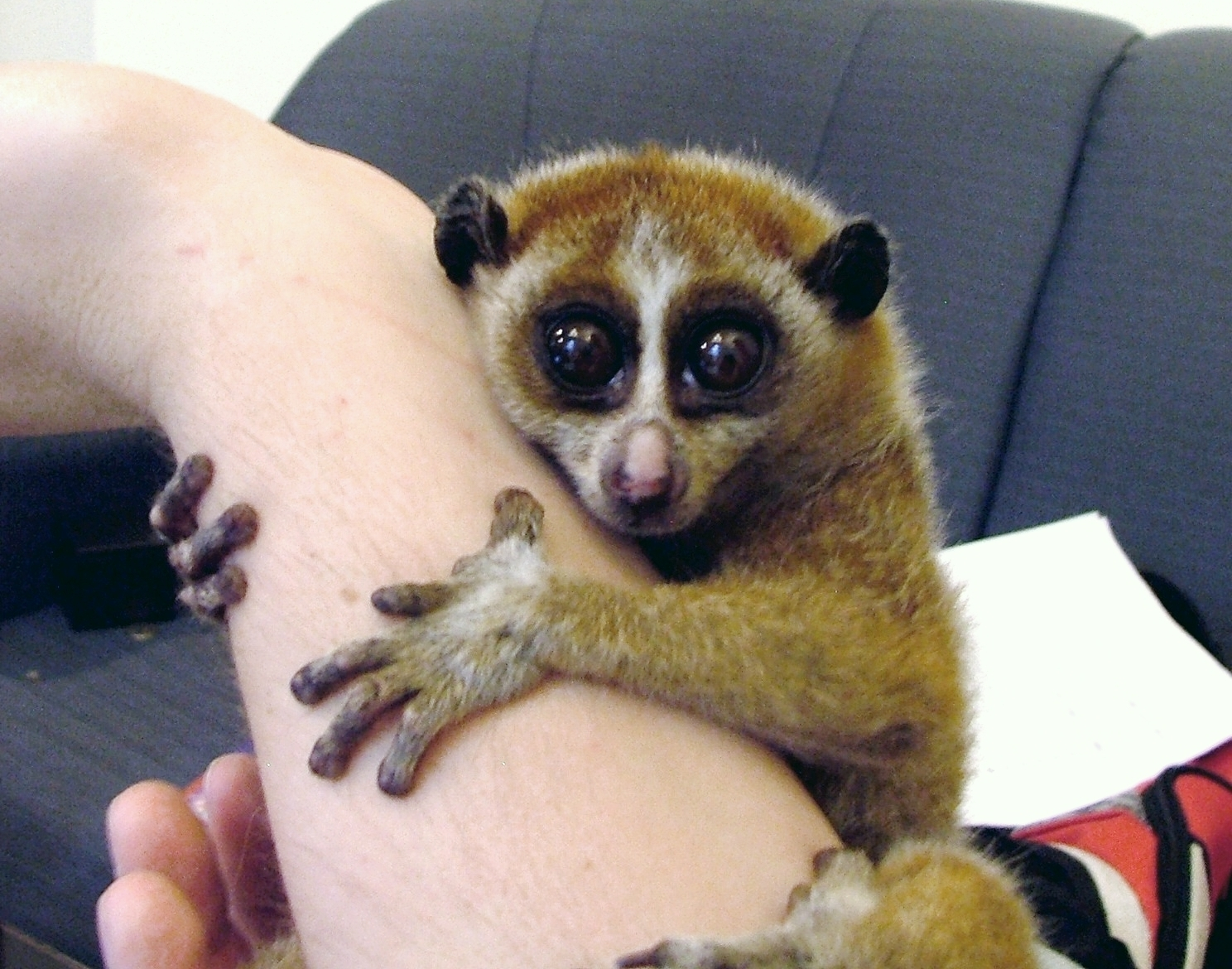
Els loris lents són populars en el comerç d'animals de companyia exòtics, el qual amenaça les poblacions en estat salvatge.

Les dues majors amenaces dels loris lents són la desforestació i el comerç. Els loris lents han perdut una quantitat significativa d'hàbitat, amb la fragmentació de l'hàbitat aïllant petites poblacions i obstruint la dispersió biològica. No obstant això, malgrat la pèrdua d'hàbitat, el seu declivi està més estretament associat amb el comerç insostenible, tant com a animals de companyia exòtics com pel seu ús en la medicina tradicional. Totes les espècies estan llistades com a "vulnerable" o "en perill" per la Unió Internacional per a la Conservació de la Natura (UICN). Quan les cinc espècies eren considerades una única espècie, les dades imprecises de la seva població i la seva presència regular en els mercats d'animals del sud-est asiàtic, suggerien erròniament que els loris lents eren comuns, el qual donà com a resultat que en una avaluació prèvia de Llista Vermella de la UICN de l'any 2000, es considerés en "risc mínim". Des del 2007, totes les espècies de loris lent estan protegides del comerç internacional sota l'Apèndix I del CITES. A més, el comerç local és il·legal, perquè totes les nacions en què es viuen naturalment, tenen lleis que els protegeixen.
Malgrat la seva inclusió dins l'Apèndix I del CITES i les lleis de protecció locals, els loris lents encara estan amenaçats pel comerç tant local com internacional, a causa dels problemes d'aplicació. Calen estudis per a determinar la densitat de les poblacions existents i la viabilitat de l'hàbitat per a totes les espècies de loris lents. A més, la connectivitat entre les àrees protegides és important pels loris lents, perquè no estan adaptats a la dispersió a grans distàncies per terra.
A les poblacions de loris de Bengala i loris lent no els ha anat bé als parcs zoològics. Dels 29 exemplars en captivitat que hi havia el 2008 als parcs zoològics de Nord-amèrica, diversos són híbrids que no poden procrear mentre que la majoria dels altres han deixat enrere els seus anys reproductius. L'últim naixement en captivitat d'aquestes espècies a Nord-amèrica fou el 2001 a San Diego. En canvi, els loris pigmeus s'estan adaptant millor als dels zoològics de Nord-amèrica, des de finals de 1980 (quan foren importats) fins al 2008, la població va créixer fins a 74 individus, amb la majoria d'ells nascuts al zoo de San Diego.

### Comerç de vida salvatge
Fins a la dècada de 1960, la caça de loris lents era sostenible, encara que a causa de la creixent demanda, la disminució de l'oferta, i el subsequent increment del seu valor en els mercats, els loris lents han estat sobreexplotats i estan en declivi. Amb l'ús de tecnologia moderna, com ara llums de recerca de piles, els loris lents han esdevingut més fàcils de caçar a causa del fet que els seus ulls brillen (Tapetum lucidum). La medicina tradicional feta amb parts de loris es creu que cura moltes malalties, i la demanda d'aquests medicaments a les zones urbanes riques ha substituït a la caça de subsistència tradicionalment realitzada en zones rurals pobres. Una enquesta duta a terme per la primatòloga Anna Nekaris i els seus col·legues (2010), mostrà que aquestes creences eren tan fortes, que la majoria dels enquestats van expressar la seva reticència a considerar alternatives als medicaments a base de loris.
Fins i tot les millors instal·lacions d'aparellament tenen grans dificultats per criar loris, i aquelles que ho fan, sovint tenen dificultats per mantenir-los vius. És tan fàcil tenir accés als loris salvatges, que és molt dubtós que un venedor que diu tenir cries en captivitat estigui dient la veritat.
Els loris lents són venuts localment als mercats del carrer, encara que també són venuts internacionalment per Internet i a botigues d'animals. Són especialment popular o de moda al Japó, particularment entre les dones.
 Les raons de la seva popularitat, segons la Japan Wildlife Conservation Society, són que "són fàcils de mantenir, no ploren, són petits, i molt bufons." A causa de la seva "bufoneria", els vídeos de loris lents són alguns dels vídeos virals més vistos relacionats amb animals a YouTube. El març de 2011, un vídeo recentment publicat d'un loris lent sostenint un paraigua de còctel havia estat vist més de dos milions de vegades, mentre que un vídeo anterior d'un loris lent rebent pessigolles havia estat vist més de sis milions de vegades. Segons Nekaris, aquests vídeos són malinterpretats per la majoria de persones que els veuen, ja que molts no s'adonen que és il·legal tenir-los com a animals de companyia a la majoria de països, i que els loris lents dels vídeos només són dòcils, perquè aquesta és la seva reacció defensiva passiva contra les situacions amenaçadores. Malgrat els anuncis freqüents a les botigues d'animals del Japó, el World Conservation Monitoring Centre informà que el 2006 només s'havien importat unes poques dotzenes de loris lents, suggerint-ne un freqüent contraban. Els loris lents també arriben de contraban a la Xina, Taiwan, Europa, Rússia, els Estats Units i l'Aràbia Saudita pel seu ús com a animals de companyia.

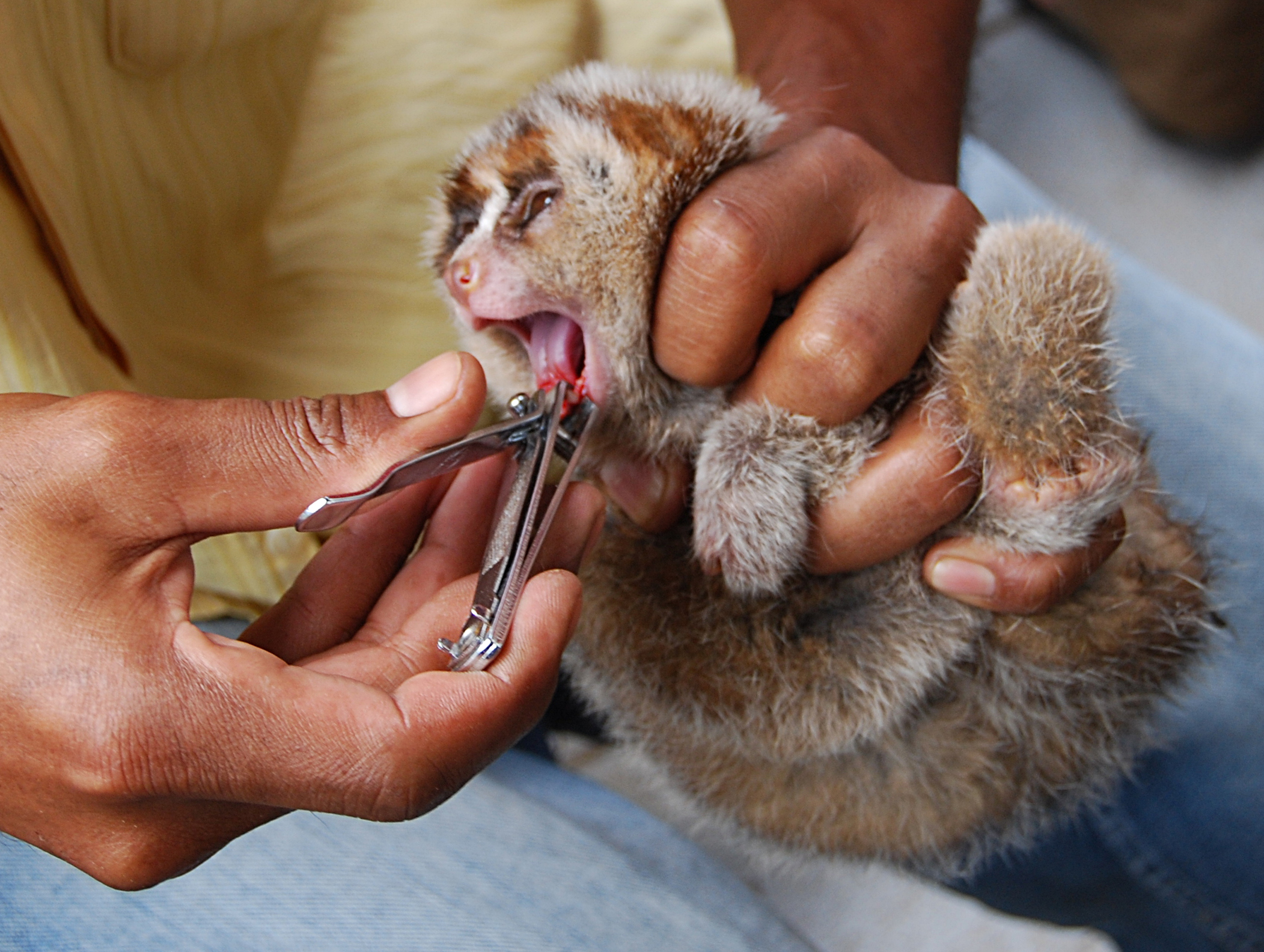
Als loris lents se'ls tallen o poleixen les dents del davant abans de ser venuts com a animals de companyia, una pràctica que sovint resulta en una infecció i la mort.

Fins i tot en els seus països d'origen, els loris lents són animals de companyia molt populars, particularment a Indonesia. Són considerades pels nadius com "joguines vives" pels nens o són comprades sense compassió per turistes occidentals o estrangers. Generalment, ni els compradors locals ni els estrangers, saben res d'aquests primats, del seu perill d'extinció, i que el seu comerç és il·legal. A més, pocs saben de la seva forta olor o de la seva mossegada potencialment letal. Segons les dades recopilades a partir d'enquestes mensuals i entrevistes als comerciants locals, prop d'un miler de loris lents d'origen local, han canviat de mans al mercat d'aus de Medan (Indonèsia) durant la primera dècada del segle xxi.
El comerç internacional generalment té una taxa de mortalitat elevada durant el transport dels animals, que varia entre el 30 i el 90%. Els loris lents també tenen molts problemes de salut com a resultat del comerç, tant local com internacional. Per a fer la impressió que estan domesticats i són animals apropiats per als nens, per protegir les persones de la seva potencial mossegada tòxica, o per fer creure als compradors que l'animal és una cria, els venedors d'animals els treuen les dents davanteres amb alicates o pinces o les hi tallen amb tallaungles. Això els provoca hemorràgies greus, les quals de vegades provoquen xocs o la mort. Les infeccions dentals són comunes i fatals en el 90% dels casos. Sense les seves dents, els animals ja no són capaços de valer-se per si mateixos a la natura, i han de romandre en captivitat de per vida. Els loris lents dels mercats d'animals estan en general baixos de pes i desnodrits, i tenen el pelatge tenyit, el que complica la identificació d'espècies als centres de rescat. Fins al 95% dels loris lents rescatats dels mercats moren d'una infecció dental o per un tracte inadequat.
Com a part del comerç, les cries són separades prematurament dels seus pares, deixant-les incapaces de treure's del seu pelatge la pròpia orina, els fems, i les secrecions olioses de la pell. Els loris lents tenen una xarxa de capil·lars especials a les mans i peus, el qual els fa vulnerables als talls, quan se'ls treu de les gàbies de ferro on se'ls conserva. A més s'estressen i no porten bé la captivitat. Els problemes de salut més comuns en les cries de loris lents són la desnutrició, les càries, la diabetis, l'obesitat i les insuficiències renals. Les infeccions, l'estrès, la pneumònia, i una nutrició pobre provoquen altes taxes de mortalitat entre els loris. A més, els propietaris d'aquests animals no els proporcionen el tracte adequat, ja que normalment dormen quan aquests animals nocturns estan desperts.